# Litopone
Il litopone è un pigmento, di colore bianco, costituito da un miscuglio di solfato di bario BaSO4 e di solfuro di zinco (ZnS). È impiegato come costituente di vernici, colori e smalti bianchi, ma anche per inchiostri e cosmetici. I vari tipi di litopone si differenziano in base alla percentuale di ZnS contenuta, che generalmente varia da un minimo del 15% a un massimo del 30%. È insolubile in acqua e conferisce al prodotto un elevato potere coprente.
Impiegato anche da pittori per l'imprimitura di supporti lignei e tessuti per dipingervi.